# Gustaf Collin (grosshandlare)
Lars Gustaf Collin, född 24 februari 1772 i Sankt Nikolai församling, Stockholm, död 30 januari 1826, var en svensk grosshandlare och viskompositör.

## Biografi
Gustaf Collin föddes 24 februari 1772 i Sankt Nikolai församling, Stockholm. Han var son till apotekaren Lars Collin och Anna Gustava Clason. Collin var verksam som grosshandlare i Stockholm. Han var enligt Bernhard von Beskow en av sin tids främsta viskompositörer, han var medlem av Harmoniska Sällskapet och Par Bricole där han var organist 1799–1804. Collin var även sångare och medverkade när Joseph Haydns Skapelsen framfördes första gången i Sverige 1801. Han invaldes som ledamot nummer 184 i Kungliga Musikaliska Akademien den 16 november 1799.

## Verk

### Piano
- Marsch ur Gustaf Wasa med variationer. Publicerad 1793 i Musikaliskt Tidsfördrif som nummer 5/6.[2]